# Monsampietro Morico
Monsampietro Morìco è un comune italiano di 592 abitanti della provincia di Fermo nelle Marche.

## Storia
Il nome del borgo compare per la prima volta sotto il pontificato di papa Alessandro II in un documento del 1061, quando Malugero Melo, figlio del nobile normanno Drogone d'Altavilla conte delle Puglie, fondò nel fermano tre castelli protetti da alte e solide mura: Monsampietro Morico, Sant'Elpidio Morico e Monte Rinaldo (Morico). Secondo la tradizione, Malugero chiamò il suo possesso "Morico" in onore di sua moglie, il cui nome era Morica (più probabilmente tale denominazione deriva dal termine latino murex, riconducibile alla specie vegetale Medicago murex o al genere di molluschi Murex, ambedue caratterizzati da aculei). Nel 1317, il borgo si sottomise volontariamente a Fermo seguendone le vicissitudini storiche, dopo che era stato più volte assalito e conquistato. Nel 1407 il vicedelegato della Marca Bernardo da Varano lo occupò con le sue truppe. Durante il breve periodo dal 1415 al 1416 fu sottoposto alla signoria di Carlo Malatesta.

### Simboli
Lo stemma e il gonfalone del Comune di Monsampietro Morico sono stati concessi con decreto del Presidente della Repubblica del 26 aprile 1991.
(D.P.R. 26 aprile 1991)
Il gonfalone è un drappo di giallo.

## Monumenti e luoghi d'interesse
Il castello merlato al centro del paese risale al 1061, mentre la chiesa romanica di San Paolo, nel cimitero, è del XIII secolo.
Questo castello fu completamente rifatto nel Quattrocento.
Dell'antica struttura difensiva è interessante la torre, edificata in pietra con conci perfettamente squadrati.
Essa è posizionata a difesa della porta romanica sottostante.
Era circondata sulla sommità da un aggetto che favoriva il tiro piombante.

## Società

### Evoluzione demografica
Abitanti censiti

## Cultura
Monsampietro Morico è noto per la Sagra de "Lo Magnà de 'na ota",una delle sagre gastronomiche più rappresentative del patrimonio culinario della tradizione contadina marchigiana.
Si svolge tutti gli anni l'8 e il 9 Agosto all'interno del centro storico,dove la cucina si fonde con il folclore creando un'atmosfera unica nel suo genere. I piatti che l'associazione culturale e ricreativa "Le Scalette" (l'ente che da oltre vent'anni organizza l'evento) propone sono innumerevoli e vanno dai "Moccolotti de lo vatte" all'oca arrosto (piatti della ricorrenza della trebbiatura), dai frascarelli (tipica polenta di farina bianca) all'"ove co la saciccia e la varbaglia", dalle "cucciole" trovate in umido alla "sporbatura" con patate, dai maltagliati alla trippa.
Per finire le tradizionali pizzette fritte monsampietrine, gustate dolci o salate.

## Amministrazione
| Periodo        | Periodo        | Primo cittadino    | Partito                          | Carica  | Note  |
| -------------- | -------------- | ------------------ | -------------------------------- | ------- | ----- |
| 27 giugno 1985 | 26 maggio 1990 | Sergio Nunzi       | Democrazia Cristiana             | Sindaco | [ 8 ] |
| 26 maggio 1990 | 24 aprile 1995 | Sergio Nunzi       | Democrazia Cristiana             | Sindaco | [ 8 ] |
| 24 aprile 1995 | 14 giugno 1999 | Alberto Antognozzi | Lista civica                     | Sindaco | [ 8 ] |
| 14 giugno 1999 | 14 giugno 2004 | Sergio Nunzi       | Lista civica                     | Sindaco | [ 8 ] |
| 14 giugno 2004 | 7 giugno 2009  | Giovanni Rocchi    | Lista civica                     | Sindaco | [ 8 ] |
| 8 giugno 2009  | 26 maggio 2014 | Romina Gualtieri   | Lista civica Liberi di scegliere | Sindaco | [ 8 ] |
| 26 maggio 2014 | 27 maggio 2019 | Romina Gualtieri   | Lista civica Liberi di scegliere | Sindaco | [ 8 ] |
| 27 maggio 2019 | 10 giugno 2024 | Romina Gualtieri   | Lista civica Liberi di scegliere | Sindaco | [ 8 ] |
| 10 giugno 2024 | in carica      | Andrea Claudi      | Lista civica Futuro Comune       | Sindaco | [ 8 ] |

Il comune di Sant'Elpidio Morico fu soppresso nel 1868 e dal 1º gennaio 1869 aggregato, come frazione, a Monsampietro Morico. Il 1º febbraio 1871 la frazione di Sant'Elpidio Morico venne staccata da Monsampietro Morico e aggregata al comune di Monteleone di Fermo. Il 1º maggio 1893 il territorio di Sant'Elpidio Morico venne nuovamente aggregato al comune di Monsampietro Morico.

## Sport
La squadra di calcio locale, U.S. Monsampietro, ha vinto il 5 maggio 2007 il campionato di Seconda Categoria, ottenendo la promozione in Prima Categoria. Dopo due stagioni è tornato in Seconda Categoria ai calci di rigore contro la Settembrina, una squadra di Porto Sant'Elpidio (che ora però non esiste più). Il presidente del sodalizio calcistico è Marco Brasili, uno dei presidenti più giovani del calcio dilettantistico marchigiano; attualmente la squadra è tornata in Prima Categoria.